# Rio Paranapitanga
Rio Paranapitanga är ett vattendrag i Brasilien.   Det ligger i delstaten São Paulo, i den södra delen av landet, 900 km söder om huvudstaden Brasília.
I omgivningarna runt Rio Paranapitanga växer i huvudsak städsegrön lövskog. Runt Rio Paranapitanga är det glesbefolkat, med 13 invånare per kvadratkilometer.